# Panhard & Levassor B1 e B2
La type B1 e la type B2 erano due autovetture prodotte dal 1896 al 1902 dalla Casa automobilistica francese Panhard & Levassor.

## Profilo
Introdotte nel 1896, questi due modelli rappresentavano la fascia alta agli albori dello sviluppo automobilistico nel mondo. Pertanto andavano a posizionarsi al di sopra delle A1 e A2. Strutturalmente e meccanicamente, le serie B1 e B2 differivano fra loro per pochi dettagli ed erano analoghe alle serie A1 e A2, compreso il motore posizionato anteriormente. Sul piano strutturale, l'unica vera novità fu la carrozzeria in pannelli di alluminio.

Rispetto a queste ultime la differenza più rilevante stava nelle motorizzazioni: infatti, mentre le serie A1 e A2 erano equipaggiate con motori bicilindrici, le serie B1 e B2 montavano invece dei quadricilindrici. Ma in ogni caso, questi motori erano sempre di origine Daimler e venivano prodotti su licenza dalla casa di avenue d'Ivry. Le prime B1 e B2 montavano in particolare un motore biblocco da 2402 cm3 e con potenza massima compresa fra gli 8 e i 10 CV a 750 giri/min.
Nel 1897, l'anno successivo al lancio, le B1 e B2 furono proposte anche con un motore più grande, della cilindrata di 3296 cm³, anch'esso a 4 cilindri ed anch'esso nato dall'accoppiamento de due bicilindrici da 1648 cm³ utilizzati sempre sulle A1 e A2. Tale propulsore erogava 12 CV di potenza massima. Nel 1899, da un motore Phoenix da 4387 cm3 utilizzato in gara, derivò un motore di pari cilindrata montato sotto il cofano di una nuova variante appartenente alle serie B1 e B2
La produzione andò avanti fino al dicembre 1902, anno in cui le B1 e B2 furono pensionate. La produzione totale fu di 1.335 esemplari, di cui 769 con motore da 2.4 litri, 514 con motore da 3.3 litri e 52 con motore da 4,4 litri.